# Reddito reale
Il Reddito reale è il reddito delle persone fisiche o nazioni dopo l'adeguamento all'inflazione. 
Esso è calcolato sottraendo l'inflazione dal reddito nominale. Variabili reali, come reddito reale, il PIL reale e tasso di interesse reale sono le variabili che sono misurati in unità fisiche, mentre le variabili nominali come reddito nominale, PIL nominale, e tasso di interesse nominale sono misurate in unità monetarie. 
Pertanto, il reddito reale è un più utile indicatore di benessere, dal momento che è basato sulla quantità di beni e servizi che possono essere acquistati con un determinato reddito. 
Secondo la teoria della dicotomia classica, variabili reali e nominali sono distinte nel lungo termine, nel senso che non sono influenzate le une dalle altre. 
In altre parole, se il reddito nominale di partenza di ieri è stato 100 € e si è registrato nel periodo un 10% di inflazione (ovvero un aumento generale dei prezzi, ad esempio: ciò che costava 10€ ora costa 11€), oggi con i 100 € di ieri puoi acquistare di meno, in quanto il tuo reddito reale è diminuito del 10%.